# Nyctemera sontica
Nyctemera sontica là một loài bướm đêm thuộc phân họ Arctiinae, họ Erebidae.